# Tanya Saracho
Tanya Selene Saracho (Los Mochis) es una actriz, dramaturga y guionista mexicano-estadounidense. Con experiencia en teatro antes de escribir para televisión, cofundó el Teatro Luna en 2000 y fue su codirectora artística durante diez años. También cofundó la Alianza de Artistas de Teatro Latinx (ALTA) de Chicago. Es conocida por acercar la "mirada latina". Fue showrunner de la serie Vida en el canal Starz, que duró tres temporadas (2018-2020).

## Educación
Tanya Selene Saracho nació en Los Mochis, Sinaloa, México, hija de Ramiro A. Saracho, jefe de aduanas del Servicio de Administración Tributaria y una figura poderosa en el conservador Partido Revolucionario Institucional, y de Rosalina Armenta. Después del divorcio de sus padres, su infancia se dividió entre Reynosa, Tamaulipas, donde vivía su padre, y al otro lado de la frontera, en McAllen, Texas, donde ella y su madre eligieron vivir junto con sus dos hermanas menores: Tatiana Saracho y Rosalina “Fresy” Saracho. Ambas ciudades son parte del área metropolitana binacional Reynosa-McAllen que se extiende a ambos lados del Río Grande (en español: Río Bravo del Norte). Ella y sus familiares iban y venían entre México y Estados Unidos con frecuencia, y su padre cruzaba la frontera en 2008 Asistió a la escuela media y secundaria en McAllen y se matriculó en la Facultad de Bellas Artes de la Universidad de Boston para estudiar teatro, obteniendo una licenciatura en Bellas Artes.

## Trayectoria

### Teatro
Reacia a mudarse a Nueva York o Los Ángeles, su carrera comenzó cuando se mudó a Chicago en 1998 con su compañera de cuarto de la universidad. Eligieron Chicago en parte porque la Steppenwolf Theatre Company había demostrado que la ciudad era un lugar donde los artistas podían iniciar un grupo de teatro y verlo crecer hasta el éxito. Saracho primero intentó trabajar principalmente como actriz, pero descubrió que sus oportunidades como latina eran limitadas, con los únicos roles disponibles para los actores latinos como sirvientas y trabajadoras sexuales. Como resultado, después de haber conocido a Coya Paz (quien inicialmente se mostró reacia) en una audición, ambas fundaron el Teatro Luna en junio de 2000. Este grupo de teatro autoproclamado totalmente latino tenía un conjunto original de 10 mujeres de diversos orígenes; su teatro se financió en parte con la venta de una casa que el padre de Saracho le había comprado en México.
En el Teatro Luna, Saracho participó en la creación de numerosas obras, entre ellas Machos, Dejame Contarte (Déjame decirte), Las Crónicas de María y S-E-X-Oh! Machos es una obra que examina las "masculinidades contemporáneas", extraída de entrevistas con 50 hombres en los Estados Unidos e interpretada por el elenco de latinos en drag, que obtuvo dos Premios Jeff. Un año después de Coya Paz, su co-madre en el Teatro Luna, le pidió que renunciara como codirectora artística durante la licencia de maternidad de Paz, Saracho se separó del grupo en enero de 2010 ,después de 10 años, para poder concentrarse en la dramaturgia, que la había desatendido por sus responsabilidades en la administración del grupo. El mismo año, Saracho cofundó la Alianza de Artistas de Teatro Latinx (ALTA) de Chicago, que describe como "una organización de servicio dedicada a promover el movimiento del Teatro Latinx de Chicago mediante la promoción, educando, representando y unificando a artistas latinos identificados y sus aliados ".
La transición a un trabajo más independiente fue fácil para Saracho, ya que había estado involucrada en algún teatro independiente, como su adaptación de La casa en Mango Street en el Steppenwolf Theatre. Otros trabajos independientes incluyen sus piezas Kita y Fernanda en el 16th Street Theatre y Our Lady of the Underpass en el Teatro Vista. Kita y Fernanda se inspiró en su educación relativamente privilegiada como mexicana en Texas con "una relación complicada con la hija de la criada de la familia", mientras que Our Lady of the Underpass es un estudio de carácter basado en entrevistas de personas que creen que Vieron a la Virgen María en una mancha de sal en la avenida Fullerton de Chicago. Ambas obras recibieron nominaciones en 2009 para el premio Joseph Jefferson Award Citation for New Work of a Play. También tuvo la oportunidad de actuar al aire libre durante su tiempo en el Teatro Luna, en Electricidad de Luis Alfaro en el Goodman Theatre en junio y julio de 2004. Henry Godinez, comisario del Festival de Teatro Latino del Goodman Theatre, la eligió para el papel de Electricidad, antes de verla trabajar como escritora para el Teatro Luna, que consideró "locamente bien desarrollado" y sugirió a Saracho para el premio Ofner 2005 de Goodman apoyando un nuevo trabajo. Ganar el Ofner la llevó a trabajar con Steppenwolf Theatre Company, incluyendo su primer encargo en 2006, donde debutó con su adaptación para adultos jóvenes de The House on Mango Street de Sandra Cisneros a finales de 2009, que describió como un equivalente cultural latino de The Catcher in the Rye. Otro trabajo de 2006 con el Teatro Luna fue Quita Mitos (traducido como "Removedor de mitos"), con tres "mujeres mexicano-americanas multidimensionales" monologando. La obra se presentó en el Viaduct Studio Theatre de Chicago y, en las presentaciones de fin de semana, Saracho interpretó los tres papeles ella misma.
Uno de sus primeros trabajos después de dejar el Teatro Luna fue El Nogalar, para el Goodman Theatre, coproducido con Teatro Vista, como una reconstrucción de The Cherry Orchard de Anton Chekhov ambientada en los huertos de nueces del norte de México en medio de las guerras de las drogas, que se exhibió en el Goodman Theatre del 26 de marzo al 24 de abril de 2011. El Nogalar se inspiró inicialmente en la observación de Cecilie Keenan de que «The Cherry Orchard es una obra muy latina». El Nogalar También marcó una ruptura con el uso de monólogos, anteriormente muy prominente en la escritura de Saracho. A pesar de pasar de los pequeños teatros a escenarios de mayor escala como Goodman y Steppenwolf, Saracho se mantuvo fiel a sus inicios: "Y Time Out Chicago me puso en su portada. El hecho de que respetemos y honremos lo anterior, siento que es por eso por lo que estoy aquí ahora. Necesito ser siempre de ambos mundos". En ese momento, ella era una dramaturga emérita en Chicago Dramatists, dramaturga residente en Teatro Vista, miembro de Goodman Theatre en el Instituto Ellen Stone Belic para el estudio de la mujer y el género en las artes y los medios de comunicación en Columbia College Chicago y asociada artística con el About Face Theatre LGBT Q-orientado de Chicago. También estaba trabajando en dos encargos de la Fundación Andrew W. Mellon para Steppenwolf Theatre, una adaptación de Sor Juana Inés de la Cruz, obra para el Festival de Shakespeare de Oregon llamada The Décima Musa, y una pieza de ficción histórica para About Face Theatre llamada The Good Private. Este último, sobre un soldado transgénero en la guerra de Secesión, se inspiró en la historia de Albert Cashier, reconocido como mujer al nacer en Irlanda, pero que vivió su vida en Illinois como hombre después de luchar por el Ejército de la Unión. A finales de 2012, su obra Song for the Disappeared sobre una familia fronteriza separada unida por la desaparición de su hermano menor, se representó en el Goodman Theatre.
A lo largo de su trabajo, ha buscado dar representación a las personas latinx para corregir estereotipos: "¿Sabes cómo Jill Soloway está hablando de la mirada femenina? Me interesa la mirada latina para el futuro previsible".
Su carrera teatral ha permitido que sus obras se representen en muchos lugares diferentes, incluido el Goodman Theatre, Steppenwolf Theatre Company, Teatro Vista ,Teatro Luna, Fountain Theatre, Clubbed Thumb, Next Theatre Company, The Oregon Shakespeare Festival y 16th Street Theatre. También ha tenido encargos en algunos de estos teatros y otros, incluido el Goodman Theatre, Steppenwolf Theatre, Two Rivers Theatre, Denver Theatre Center y South Coast Rep.
Su trabajo de 2014 también incluyó a Mala Hierba en Second Stage Uptown y Hushabye como parte de Steppenwolf's First Look en 2014. Otras dedicaciones de Saracho incluyen ser miembro de The Kilroys 'List y fundar el Proyecto Ñ. Saracho también es miembro de SAG-AFTRA y del Writers Guild of America West y ha trabajado como actriz de doblaje.

### Televisión: en la sala de escritores
En 2012, Saracho comenzó a trabajar en televisión, beneficiándose del programa ABC Diversity. En su primer trabajo en televisión, como escritora de Lifetime 's Devious Maids en 2013, su compañera de oficina le dijo que era "la escritora de diversidad" y su agente confirmó que no le estaba costando nada al presupuesto. Ella ha descrito que no se sentía preparada en ese momento, experimentaba el síndrome del impostor y era nueva en Final Draft. Se sintió aliviada cuando Gloria Calderón Kellett se unió al programa, y se refirió al choque cultural de ver muy pocas caras latinas allí y, como resultado, acercarse al personal de limpieza de habla hispana. En 2014 tenía la intención de escribir un musical sobre Lupe Vélez, "dentro de la seguridad de" un taller de escritores en el Center Theatre Group. Con la experiencia cultural mixta de su trabajo en Lifetime en su mente, en su lugar escribió un libro a dos manos para el Goodman Theatre, donde un personaje era un escritor de televisión de primer año y el otro un conserje. El Denver Theatre Center encargó a Saracho que ampliara ese trabajo para crear Fade, que se estrenó allí en el invierno de 2016.
Después de Devious Maids, Saracho escribió para Girls y Looking (en 2013-14), de HBO junto con How to Get Away with Murder de ABC. Para Looking, escribió el episodio en el que Patrick (Jonathan Groff) presentó a su novio latino Richie (interpretado por Raúl Castillo, el viejo amigo de Saracho) a sus amigos. También presentó su obra Mala Hierba a HBO como programa de televisión. Su agente envió el guion de Mala Hierba como muestra de su trabajo, por lo que Saracho llegó a ser entrevistada para la sala de escritores Looking. Inicialmente se mostró reacia a escribir personajes masculinos homosexuales, ya que sentía que "no sabría qué decir". Quedó convencida después de hablar con el showrunner Michael Lannan, especialmente cuando descubrió que Lannan había oído hablar de uno de los héroes personales de Saracho, Sor Juana Inés de la Cruz.
Saracho continuó escribiendo para teatro y también para televisión. A principios de la década de 2010, subarrendó en Los Ángeles en lugar donde mudarse desde Chicago mientras trabajaba para televisión y teatro, y dijo que sentía la necesidad de "saber que pertenezco a Chicago". En 2016, sin embargo, hablaba de Los Ángeles como su residencia. En ese momento, además de trabajar en los guiones para el programa de televisión que se convertiría en Vida, también estaba trabajando en 2 encargos de teatro: una obra de teatro ambientada en Red Bank, Nueva Jersey, sobre la cantidad de latinos que se mudan al área, y un segundo para Costa Mesa, el South Coast Repertory de California sobre trabajadores domésticos en el condado de Orange, California. 
Entre las temporadas de Looking, estaba trabajando en The Décima Musa, una obra de teatro exclusivamente femenina ambientada en un convento en el México colonial y se refirtió al cambio en el estilo de escritura como "discordante" y "como un latigazo", donde las direcciones escénicas y la escena tienen que ser bastante diferentes entre los dos medios. Saracho comentó también que era "un momento extraño" para trabajar en televisión, ya que las redes sociales habían hecho de la televisión una experiencia interactiva, con aspirantes a escritores haciéndole preguntas en Twitter y fanáticos de Looking sintiendo que conocían a los actores, en lugar de solo los personajes.

### Televisión: como showrunner
Más recientemente, con la productora Big Beach, ha creado, coescrito, coproducido y es showrunner del programa Vida LGBTQ + Latinx. Para Vida, creó una sala de escritores "fuertemente queer", todos identificados como mujeres, excepto un hombre cis-, y un equipo de directores que son todos latinx o mujeres de color. Asimismo, contrató a Germaine Franco, "la única latina en la academia de compositores", que trabajó en Coco, para trabajar en la banda sonora, incluida una pieza en náhuatl con instrumentos indígenas para una escena que representa una limpia. Saracho rechaza la idea de que es difícil encontrar talento de color, también citando a Beyoncé demostrando ese mismo punto en Coachella. Saracho ha descrito Vida como un programa que viene de una "perspectiva femenina queer marrón". También dejó en claro que Vida no es un programa sobre inmigrantes: "Es un programa sobre estadounidenses. Quiénes son los nietos de inmigrantes... este es un programa sobre niñas estadounidenses". Sin embargo, el programa incluye personajes que son inmigrantes indocumentados y beneficiarios de DACA, al igual que el elenco. De manera similar, el diálogo está deliberadamente en spanglish, como gran parte de la obra teatral de Saracho, y el código cambia de una manera que es natural para ella. Como su origen es tejano en lugar de californiano, pensó, confió en los miembros de su sala de escritores del lado este de Los Ángeles para ayudar a garantizar que los términos fueran fieles a los personajes y no sesgados por el spanglish, más natural para los estadounidenses de origen cubano y puertorriqueño. Hablando con la revista Breaking Character en 2017, describió Vida - entonces todavía conocido por su título provisional Pour Vida, llamado así por el cuento de Richard Villegas Jr. que inspiró el programa - ya que "temáticamente es el mismo material de 2000 cuando estaba empezando a escribir; latinas en el centro, mujeres de color, solo una toma latina feminista. Como la toma de Gloria Anzaldúa, interseccional, ¿sabes?" Inmediatamente antes del estreno del programa, Saracho se lo describió como "acerca de encontrar su yo auténtico. Se trata de encontrar un camino de regreso a casa". Para evitar aburguesar a Boyle Heights por filmar allí, el rodaje se llevó a cabo principalmente en Pico-Union.
En declaraciones a The Hollywood Reporter, Saracho explicó que Starz inicialmente se acercó a ella sobre el programa, y no al revés: "Querían un programa millennial 'gentefication', que es la gentrificación de un espacio Latinx. La rareza vino de mí. Me identifico como queer y tenía que estar ahí". El programa busca normalizar tanto la representación trans como la latina, incluidos los actores trans sin que su identidad de género sea central en la historia. En una entrevista con Deadline Hollywood, Saracho describió la importancia de la representación latina: "De los 520 programas en este momento, ahora cinco son de mirada latina, ya sabes. Eso no es suficiente. Somos casi el 20% de este país, así que eso es apenas nada. Durante tanto tiempo hemos sido borrados" Saracho sintió que era importante mostrar el carácter queer Latinx en su propio contexto:
Las escenas de sexo explícito, tanto heterosexuales como lésbicas, también fueron inclusiones deliberadas, considerándose integrales para contar más a la audiencia sobre los personajes involucrados y escritas y dirigidas para la mirada femenina. Saracho también ha hablado de cómo pocos shows salen de una mirada latina: “Es Jane the Virgin y One Day at a Time en un extremo del espectro, y La Reina del Sur y Narcos en el otro... Obtenemos la buena salubridad, u obtenemos el cartel".
En febrero de 2018, Saracho firmó un contrato de 3 años con Starz, ampliando su relación: "Yo era un dramaturgo que todavía estaba aprendiendo las cuerdas cuando Starz se arriesgó conmigo para crear y hacer showrun. Vida. Ellos me nutrieron y apoyaron durante cada paso del arduo proceso y esa es una deuda que no se puede pagar". Reflexionando sobre la temporada 1 de Vida, la ha descrito como un piloto de tres horas y espera explorar a los personajes y sus relaciones con mayor profundidad en la segunda temporada, que comenzó a escribir durante la producción de la temporada 1. La temporada 2 saldrá al aire en Starz en la primavera de 2019, e incluirá a su viejo amigo Raúl Castillo en un papel recurrente. Saracho también ha hablado tanto de la posibilidad de brindar representación de "mujeres morenas y queers" como de la responsabilidad que siente de no tergiversar esas historias. También quiere asegurarse de poder brindar tutoría a una generación más joven de artistas de comunidades subrepresentadas, para lo cual participó en el Foro de Mujeres Diversas en los Medios de diciembre de 2018, organizado por la Asociación Nacional de Productores Latinos Independientes, donde habló sobre la naturaleza radical de la representación: “Ya es un acto político poner cuerpos morenos en la pantalla. Y poner cuerpos marrones en la pantalla simplemente vivos, es el acto más radical".
En junio de 2019, Saracho participó en dos paneles en el Festival de Televisión ATX, "Hablemos de Sexo (Escenas)" y, con su Vida escritores, "Dentro de la sala de escritores", donde discutieron su enfoque narrativo.
También está desarrollando otra serie con Big Beach llamada Brujas, basado en su obra de 2007 Enfrascada, que seguirá a cuatro Afrocaribeños / Latinx Chicagoans dentro de la brujería contracultura y su intersección con el feminismo, descrito en material publicitario como "un medio para que las feministas latinas se reconecten con su herencia a través de la música, el estilo, la vida nocturna y el arte. Es un poderoso regreso a las prácticas indígenas y un reclamo de la fuerza femenina".

## Premios y reconocimientos
Saracho fue nombrado Mejor Nuevo Dramaturgo por la revista Chicago uno de los nueve Luminarios por la revista Café y recibió el primer Revolucionario premio en teatro por el Museo Nacional de Arte Mexicano. También ganó el premio Goodman Ofner, un premio de artistas 3Arts y una subvención para el proyecto de desarrollo de obras nuevas del National Endowment for the Arts con About Face Theatre. En enero de 2019, recibió el premio Final Draft New Voice Award for Television y ganó el premio GLAAD Media Award 2019 a la mejor serie de comedia por Vida.
En junio de 2020, en honor al 50 aniversario del primer desfile del Orgullo LGBTQ, Queerty la nombró entre los cincuenta héroes "que llevan a la nación hacia la igualdad, la aceptación y la dignidad para todas las personas".

## Vida personal
Saracho se identifica como queer y tiene un círculo social principalmente LGBTQ +. Le diagnosticaron diabetes en 2010, de la que hay antecedentes familiares. También ha hablado de sufrir ansiedad y síndrome del impostor.
En 2008, como titular de la tarjeta verde, era el único miembro de su familia que no se había naturalizado a la ciudadanía estadounidense, ya que no se consideraba preparada para renunciar a su ciudadanía mexicana. Pero cuando Barack Obama ganó las elecciones presidenciales de 2008, se dio cuenta de que quería convertirse en ciudadana estadounidense para poder votar por su reelección.
Mientras crecía en la zona transfronteriza entre Tamaulipas y Texas, un lugar frecuente para sus obras de teatro, se consideraba una chicagoeña adulta: "Chicago es mi hogar. Yo la elegí a ella y ella me eligió a mí. Mi corazón está ahí". A pesar de haber pasado varios años en Los Ángeles, todavía siente que Chicago es su hogar: "Cuando regreso, pienso, '¡Aquí es donde pertenezco!'. Sin embargo, también ha hablado de haber experimentado más el racismo en Chicago.
Creció, fue a la escuela y a la universidad con su compañero actor mexicano-estadounidense Raúl Castillo, quien fue su primer novio en la escuela secundaria con 14 años, casualmente escribiendo un episodio clave para su personaje en Looking. Ella mencionó en una entrevista en 2014 que: "Es como un hermano. Lo conozco desde hace 22 años y casi todos los personajes masculinos que escribo son una versión de Raúl". Cuando estaban en la escuela secundaria, encargaron juntos guiones latinx a Samuel French, Inc. y atesoraron guiones de autores como José Rivera, Milcha Sanchez-Scott y Octavio Solis.
Se ha descrito a sí misma como una fanática del programa de Starz Outlander, en parte porque se adapta muy bien a la mirada femenina. Reconociendo su amor por la serie, Starz le envió una cesta de artículos relacionados con el programa cuando Vida fue luz verde.
En 2014, su padre la repudió y le prohibió asistir al funeral de su abuela. Como resultado, en lugar de pasar la Navidad con la familia, decidió hacer un viaje de dos semanas a Escocia, inspirada por su amor por Outlander. Rompió con su novia antes de irse, y en el viaje, conoció y comenzó a salir con un hombre llamado Colin Stubbs.
Saracho considera a la monja del siglo XVII Juana Inés de la Cruz como inspiración: “Algunos dicen que fue la primera escritora de las Américas, mucho antes de que existiera América del Norte. Y ella era feminista. Creo que era rara, escribió estos maravillosos poemas de amor a las mujeres y estaba en el convento, así que haz los cálculos. Y ella era simplemente una malvada". También contó la influencia de los dramaturgos y profesores afroamericanos Lynn Nottage y Lydia R. Diamond cuando estaba "forjando [su] identidad como artista de Chicago". Dijo haber estudiado con la dramaturga de vanguardia María Irene Fornés, otra latina LGBT, como influencia formativa. Y estudió de la directora británica Caroline Eves en Boston, alguien que para ella fue inspirador, y haber "aprendido todo sobre ser un dramaturgo del color y cultivar un nuevo trabajo" de Luis Alfaro, otro chicano LGBT.

## Relación de obras

### Teatro
- Generic Latina (2001)[1][12][68]
- Déjame Contarte (2001)[1][10][68]
- Kita y Fernanda (2002)[10][68]
- The María Chronicles (2003)[1][10][68]
- Electricidad (2004, actuando como Vecina)[23]
- S-E-X-Oh! (2005[10] y revisada en 2006)[1][10][68]
- Quita Mitos (2006, tres personajes femeninos)[10]
- Sólo Tú (2007, cuatro monólogos femeninos, uno como Saracho)[10]
- Lunáticas (2007)[10][68]
- Machos (2007)[10][13][68]
- Enfrascada (2008, cinco mujeres)[33][60][69]
- Our Lady of the Underpass (2009, dos hombres, cuatro mujeres)[5][22][33]
- The House on Mango Street (2009)[5][24][25]
- El Nogalar (2011, un hombre, cuatro mujeres)[9][28][33]
- Song for the Disappeared (2012)[30]
- The Tenth Muse (2013, siete mujeres)[29][33]
- The Good Private (2013)[70]
- Mala Hierba (2014, cuatro mujeres)[33][34][35]
- Hushabye (2014, tres hombres, dos mujeres)[36][37]
- Fade (2016, un hombre, una mujer)[33][39]

### Televisión
| Año       | Título                      | Rol (s)               | Notas |
| --------- | --------------------------- | --------------------- | --- |
| 2013      | Devious Maids               | Redactor              | Episodio 1x07: "Taking a Message" Episodio 1x09: "Scrambling the Eggs" |
| 2014-2015 | Looking                     | Editor de historias   | Episodio 1x04: "Looking for $220/Hour" Episodio 1x06: "Looking in the Mirror" Episodio 1x08: "Looking Glass" Episodio 2x05: "Looking for Truth" Episodio 2x09: "Looking for Sanctuary" |
| 2015      | Looking                     | Coproductora          | Los 10 episodios de la temporada 2 |
| 2015      | Looking                     | Ceci, prima de Richie | Episodio 2x05: "Looking for Truth" |
| 2015-2016 | How to Get Away with Murder | Coproductora          | Episodios 2x01–2x06 |
| 2015-2016 | How to Get Away with Murder | Escritora             | Episodio 2x08: "Hi, I'm Philip" Episodio 2x12: "It's a Trap" |
| 2018-2020 | Vida                        | Showrunner            | Los 6 episodios de la temporada 1 |